# Gekroond geleikelkje
Het gekroond geleikelkje (Cyathicula coronata) is een schimmel behorend tot de familie Helotiaceae. Het leeft saprotroof op kruidachtige stengels, o.a. Brandnetel (Urtica), maar ook op houtige delen en afgevallen bladeren van loofbomen.

## Kenmerken
Het gekroond geleikelkje heeft fraaie tandjes die uitsteken uit de rand en met een loep goed zichtbaar zijn. De vruchtlichamen zijn 1 tot 2 mm in diameter en het steeltje is even groot. De kleur varieert van bleek vaalgeel tot bleekoranje.  De sporen zijn meestal eencellig en meten 15-18 × 4 µm.

## Verspreiding
In Nederland komt het gekroond geleikelkje vrij algemeen voor. Het staat niet op de rode lijst en is niet bedreigd.